# Doraemon
Doraemon (jap. ドラえもん) – tytułowa postać mangi i serialu telewizyjnego anime, stworzona w latach 1969–1970 przez Hiroshiego Fujimoto i Motoo Abiko, którzy występowali pod wspólnym pseudonimem Fujio Fujiko. Bohaterami rysunkowych historii są: chłopiec Nobita Nobi i jego niebiesko-biały robokot – Doraemon, który stał się jedną z ikon japońskiej animacji na świecie.

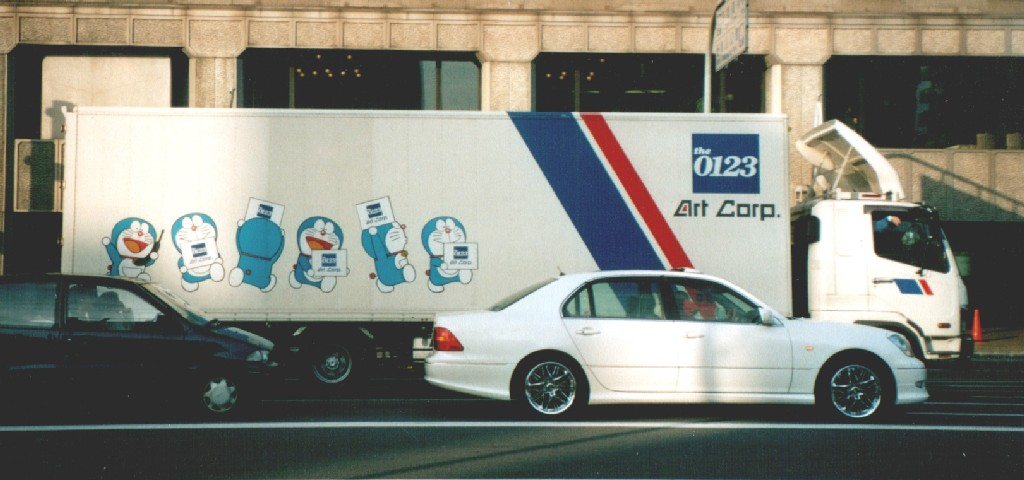
Doraemon jako reklama firmy transportowej

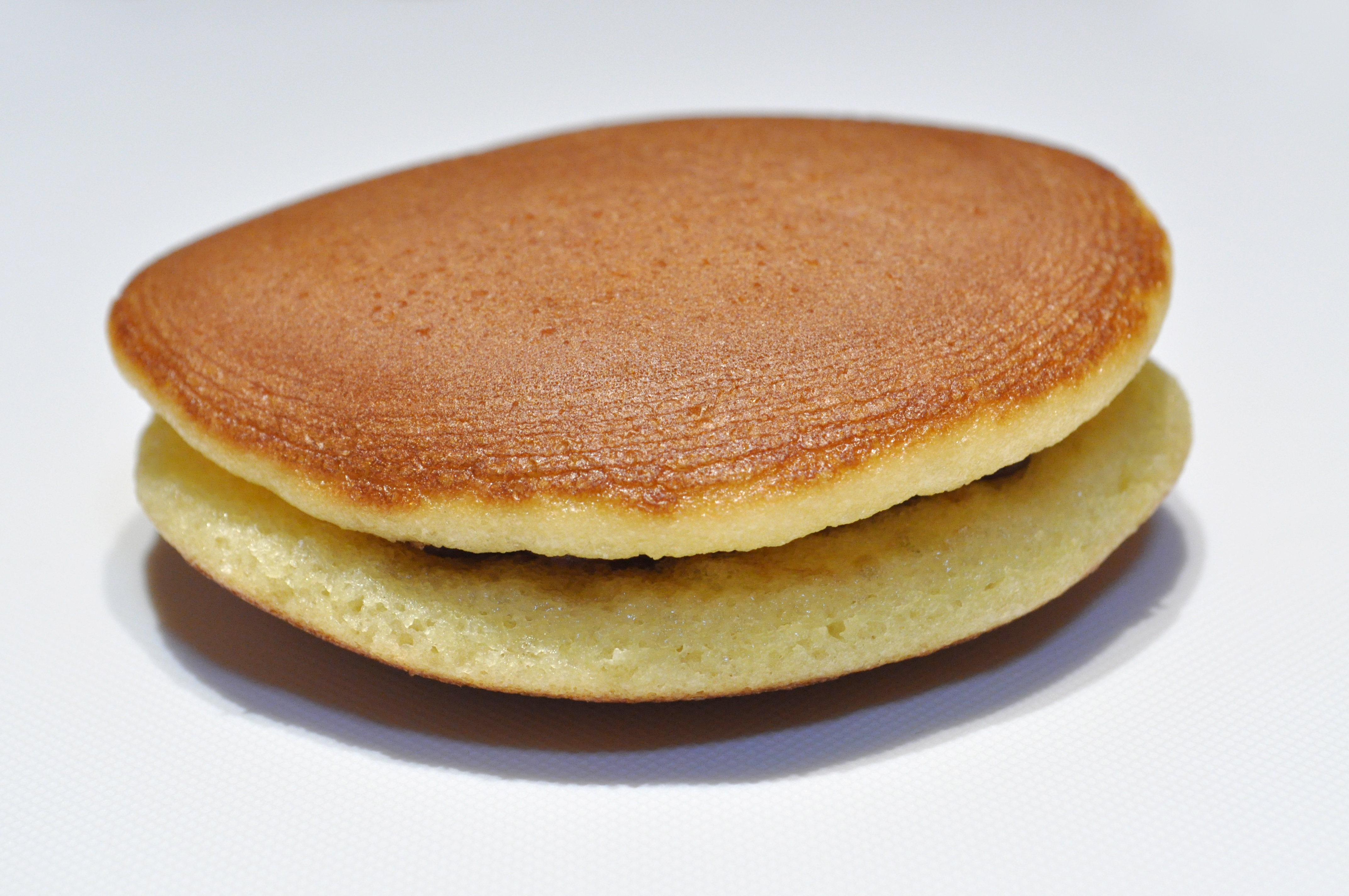
Dorayaki

Premiera serialu anime miała miejsce 1 kwietnia 1979 roku na japońskim kanale TV Asahi. Polska premiera serialu miała miejsce 21 stycznia 2014 roku na antenie Disney XD. Od 14 września 2015 roku serial był emitowany na antenie Disney Channel.

## Fabuła
Nobita Nobi jest młodym chłopcem, który dostaje w szkole złe oceny, jest zastraszany i odczuwa negatywne emocje. Żyjący wiele lat w przyszłości jeden z jego potomków wysyła kota-robota o imieniu Doraemon, aby chronić i kierować Nobitą. Kot zaskakuje chłopca i jego kolegów różnymi przedmiotami wyjmowanymi ze swojej kieszonki, od zabawek i lekarstw po drzwi otwierające się w każde miejsce, jakie się chce oraz rotor, który umieszczony na głowie umożliwia latanie. Najbliższą przyjaciółką Nobity jest Shizuka Minamoto. Nobita jest często dręczony przez Takeshiego Godę (nazywanego "Gian") oraz przebiegłego i aroganckiego Suneo Honekawę.

## Główne postacie
- Doraemon (jap. ドラえもん) – kot robot z przyszłości, jego ulubionym daniem są ciastka dorayaki (nadziewane słodkim dżemem z czerwonej fasoli azuki). Narodził się w 2112 roku. Waży 129,3 kg, jego wzrost wynosi 129,3 cm i potrafi biec 129,3 km/h. Boi się myszy i nienawidzi szczurów, dlatego że jego uszy zostały przez nie zjedzone.
- Nobita Nobi (jap. 野比 のび太 Nobi Nobita) – główna postać, na testach dostaje najgorsze oceny, w przyszłości ma wziąć ślub z Shizuką, ale wszyscy uważają, że ona jest dla niego za dobra, Nobita zawsze przeszkadza jej w kąpieli.
- Shizuka Minamoto (jap. 源 静香 Minamoto Shizuka) – jedyna dziewczyna, pierwszoplanowa postać w tej mandze, uwielbia brać kąpiele (nawet co dziesięć minut, kiedy jest w domu), dostaje bardzo dobre oceny na testach i jest lubiana przez chłopaków.
- Dorami (jap. ドラミ) – młodsza siostra Doraemona, jest koloru żółtego, mieszka w przyszłości i pojawia się tylko w sytuacjach, których Doraemon nie może kontrolować.
- Suneo Honekawa (jap. 骨川 スネ夫 Honekawa Suneo) – jest notorycznym kłamcą o lisiej twarzy, dostaje wszystko o co poprosi i dlatego nie może znieść tego, że Doraemon nie mieszka z nim, jego najlepszym przyjacielem jest Gian.
- Takeshi „Gian” Gōda (jap. 剛田 武 Gōda Takeshi) – lider paczki, ma straszny głos, kiedy śpiewa, ale za to bardzo silny, jest zazdrosny o rzeczy, które dostają Suneo i Nobita, więc często im je kradnie, zawsze wpada w jakieś kłopoty.
- Hidetoshi Dekisugi (jap. 出木杉 英才 Ikigusugi Hidetoshi) – „perfekcyjny” człowiek, ma zawsze najlepsze oceny, jest dobry w sportach i bardzo popularny, jedynie Suneo jest bardziej lubiany przez dziewczyny, ponieważ kupuje im drogie prezenty, wszyscy uważają, że on i Shizuka bardzo do siebie pasują.
- Tamako Nobi (jap. 野比 玉子 Nobi Tamako) – Nobi jest matką Nobity w okularach, pozostającą w domu matką i jedną z głównych bohaterów w opowiadaniach, od której Nobita dziedziczy swój wygląd.
- Nobisuke Nobi (jap. 野比 のび助 Nobi Nobisuke) – jest ojcem i wyluzowanym pracownikiem Nobity. Wydaje się być spokojnym ojcem, często widywanym przyjeżdżającym z pracy do domu, aby złagodzić gniew Tamako wobec Nobity

## Manga
Pierwszy tom mangi pojawił się w grudniu 1969 roku i został opublikowany w sześciu magazynach.
Całość została skompilowana przez wydawnictwo Shōgakukan w 45 tomach, wydawanych od 31 lipca 1974 do 26 kwietnia 1996 roku.

## Anime
Anime na podstawie mangi po raz pierwszy ukazało się w telewizji w 1973 roku. Niestety nie zyskało sobie uznania widowni i zostało zdjęte z anteny po 26 odcinkach. Jednakże anime powróciło do emisji w 1979 roku, tym razem odnosząc sukces. Seria, która była zapoczątkowana w 1979 roku była najdłuższą serią anime – emitowano ją aż do 2005 r. Tego samego roku rozpoczęto nową serię, nadawaną do dziś. Doraemon to popularna na świecie ikona japońskiej animacji.

### Filmy
Premiera filmu miała miejsce 4 marca 1995 roku w Japonii na kanale TV Asahi, a 19 lat później pojawił się w Polsce 20 stycznia 2014 roku na antenie Disney XD. Film ukazuje życie Doraemona po narodzinach przed przybyciem do Nobity.
Polska premiera filmu miała nastąpić 12 lipca 2015 roku na antenie Disney XD, ale z nieznanych przyczyn została przesunięta na 4 października.
Polska premiera filmu nastąpiła 11 października 2015 roku na antenie Disney XD.
Polska premiera filmu nastąpiła 18 października 2015 roku na antenie Disney XD.

## Ambasador
W marcu 2008 r. japońskie Ministerstwo Spraw Zagranicznych wybrało Doraemona na ambasadora promującego japońską produkcję filmów anime. W kwietniu 2013 roku Doraemon dołączył do zespołu promującego organizację Igrzysk Olimpijskich 2020 w Japonii

## Wersja polska
Wersja polska: SDI Media Polska

Reżyseria: Grzegorz Drojewski

Dialogi:
- Kamila Goworek (odc. 1-20, 33-35, 45-48, 67),
- Maciej Wysocki (odc. 21-29, 36-39, 49-54, 60-65),
- Tomasz Robaczewski (odc. 30-32),
- Jakub Kowalczyk (odc. 40-44, 56-57),
- Paweł Składanowski (odc. 55, 66, 68),
- Róża Maczek (odc. 58-59)

Montaż:
- Krzysztof Włodarski (odc. 1-15),
- Artur Wiewiórka (odc. 16-20),
- Magdalena Waliszewska (odc. 21-25, 30-33, 41-68),
- Magdalena Marciniak,
- Andrzej Kaczyński

Mix:
- Maciej Wolski (odc. 1, 5, 11, 31, 33),
- Jakub Milencki (odc. 2-3, 6, 34),
- Marek Ołdak (odc. 7-10, 43, 45, 47-48),
- Marcin Gajko (odc. 12-15, 30, 32)
- Małgorzata Napiontek (odc. 16-20, 50-53),
- Teresa Bagińska (odc. 21-22, 24-25),
- Anna Żarnecka (odc. 23, 35-39),
- Paulina Bocheńska (odc. 26-29),
- Piotr Zygo (odc. 40-41),
- Artur Jóźwik (odc. 42, 44),
- Jarosław Wójcik (odc. 46, 49)

W wersji polskiej udział wzięli:
- Brygida Turowska – Doraemon
- Agnieszka Fajlhauer  –
  - Nobita Nobi,
  - dziewczynka C,
  - napis
- Beata Wyrąbkiewicz – Shizuka Minamoto
- Anna Sztejner –
  - Suneo Honekawa,
  - Pani Gōda, matka Giana,
  - reporterka telewizyjna,
  - dzieci z klasy,
  - różne głosy
- Cezary Kwieciński –
  - Takeshi „Gian” Gōda,
  - dzieci z klasy
- Barbara Zielińska –
  - Pani Gōda, matka Giana (odc. 3, 5a),
  - Czarny kot (odc. 5b)
- Robert Tondera –
  - Nobisuke Nobi, tata Nobity,
  - szef wioski
  - mężczyzna w wypożyczalni łodzi,
  - mężczyzna czytający wiadomości B
- Beata Jankowska-Tzimas –
  - Tamako Nobi, mama Nobity,
  - dzieci,
  - dziewczynka 2,
  - dziewczynka A,
  - dziewczynki,
  - mysz,
  - tłum dzieci
- Monika Pikuła –
  - Pani Minamoto, mama Shizuki,
  - Biały kot (odc. 5b)
  - Tamako Nobi, mama Nobity (odc. 56a),
  - mama chłopca,
  - kobieta 1,
  - dziewczynki
- Paweł Szczesny –
  - Yoshio Minamoto, tata Shizuki,
  - dziadek Nobity,
  - Pan Enban – mężczyzna od kosmitów (odc. 6b, 33b),
  - Pies (odc. 4b),
  - Kanemitsu,
  - właściciel sklepu

W pozostałych rolach:
- Izabella Bukowska-Chądzyńska –
  - Mama Suneo,
  - mama pana Savage’a
  - chłopiec,
  - dziewczynka,
  - dziewczynka 2,
  - spikerka,
  - dziewczynki,
  - stara kobieta,
  - publiczność,
  - kobieta 1,
  - kobieta A
- Jarosław Domin –
  - Tata Suneo,
  - Cykada,
  - kapitan policji,
  - policjant,
  - robot doktor,
  - parasolowy potwór
- Marcin Gaweł – Nauczyciel
- Julia Kołakowska-Bytner – Dawna właścicielka lalki (odc. 4b)
- Tomasz Steciuk –
  - Tata dawnej właścicielki lalki (odc. 8b)
  - Piękniejsza wersja Giana (odc. 11b)
- Katarzyna Łaska – Mama Sunetarō (odc. 2b)
- Wit Apostolakis-Gluziński –
  - Nobisuke, syn Shizuki i Nobity w przyszłości (odc. 2b, 50a),
  - Kaneo,
  - chłopiec A,
  - chłopiec B,
  - dzieci,
  - pies 2,
  - dzieci z klasy,
  - tłum dzieci
- Andrzej Chudy – Pan Kaminari (odc. 10a, 31a)
- Anna Wodzyńska – Mizue Kaminari (odc. 10a)
- Janusz Wituch –
  - Nauczyciel (od odc. 16),
  - mężczyzna,
  - sprzedawca kijów bambusowych,
  - reżyser,
  - Gorgona,
  - gwar (widownia),
  - gwar (mieszkańcy),
  - gwar (tłum),
  - gwar (ludzie),
  - ludzie,
  - mężczyzna 1,
  - mężczyzna B,
  - menedżer Mokochimiego,
  - napis,
  - mężczyzna czytający wiadomości A,
  - stary mężczyzna,
  - publiczność,
  - ojciec Shizu,
  - tłum,
  - różne głosy
- Joanna Węgrzynowska-Cybińska – Bogini ze źródła (odc. 11b)
- Marta Dobecka – Sewashi (odc. 12a, 32a, 39, 42a)
- Krzysztof Szczerbiński –
  - Sunemaru, przodek Suneo (odc. 23),
  - różne głosy
- Krzysztof Szczepaniak –
  - Dekisugi,
  - asystent reżysera,
  - chłopiec B,
  - hycel,
  - dzieci,
  - gwar (widownia),
  - gwar (mieszkańcy),
  - gwar (tłum),
  - gwar (ludzie),
  - gwar (dzieci),
  - ludzie,
  - reporter,
  - mężczyzna czytający wiadomości B,
  - miotacz,
  - publiczność,
  - dzieci z klasy,
  - tłum,
  - tłum dzieci
- Marta Kurzak – Jaiko, siostra Giana (odc. 7b, 35b, 39, 41a, 41b, 52b)
- Agnieszka Mrozińska-Jaszczuk – Roboko (odc. 27a)
- Kinga Suchan –
  - Dorami (odc. 33a, 49b-50a),
  - chłopiec 2,
  - dziewczynka 1,
  - dziewczynka 3,
  - dziewczynka B,
  - dziewczynki,
  - gwar (widownia),
  - gwar (mieszkańcy),
  - gwar (tłum),
  - gwar (dziewczynki),
  - gwar (dzieci),
  - gwar (ludzie),
  - pani 2,
  - kobieta 2
- Przemysław Wyszyński –
  - pies,
  - chłopiec,
  - prowadzący z telewizji,
  - chłopiec 3,
  - chłopiec 4,
  - chłopiec B,
  - gwar (chłopcy),
  - reporter telewizyjny,
- Marta Dylewska –
  - Botako,
  - Saki,
  - cykada
  - przechodzień,
  - ptak,
  - ptak 2,
  - chłopiec 5,
  - chłopiec A,
  - pies,
  - dziewczynka 4,
  - dziewczynka D,
  - gwar (widownia),
  - gwar (mieszkańcy),
  - gwar (tłum),
  - gwar (dziewczynki),
  - gwar (dzieci),
  - gwar (ludzie)
- Olga Szomańska –
  - Hideo
  - dziennikarka,
  - żona Dekisugiego,
  - dzieci,
  - pracowniczka,
  - dziewczynka 1,
  - dziewczynka C,
  - ludzie,
  - pani 1,
  - publiczność,
  - tłum,
  - tłum dzieci,
  - dzieci z klasy,
  - reżyserka telewizyjny
- Cezary Nowak –
  - Giasuke,
  - dorosły Dekisugi,
  - dziennikarz,
  - piekarz,
  - mężczyzna,
  - mężczyzna 1,
  - napis,
  - PA System,
  - premier
  - profesor Erai
- Krzysztof Pluskota –
  - dorosły Nobita,
  - reporter Asaki,
  - kierowca,
  - ludzie,
  - mężczyzna w domu,
  - napis,
  - napis na pudełku,
  - PR,
  - publiczność,
  - tłum
- Piotr Warszawski – Black Lord
- Miłogost Reczek – właściciel księgarni
- Bartosz Wesołowski –
  - Mokomichi
  - chłopiec D,
  - brązowy pies,
  - pies 2,
  - kierowca,
  - gwar (widownia),
  - gwar (chłopcy),
  - gwar (tłum),
  - gwar (dzieci),
  - gwar (ludzie),
  - mężczyzna A,
  - ktoś z tłumu
- Sławomir Pacek –
  - Yumemi
  - tata chłopca,
  - diabeł,
  - tata,
  - mężczyzna w średnim wieku,
  - napis,
  - reżyser telewizyjny
- Magda Kusa – córka
- Angelika Kurowska – mniszek
- Małgorzata Boratyńska –
  - mama Dekisugiego,
  - Mii
- Marcin Sitek – doktor
- Marek Robaczewski –
  - Red Lord,
  - Tamao,
  - dziadek,
  - zegar planowy,
  - kasjer w sklepie,
  - ptak zbierający podatki
- Aleksander Mikołajczak – tata
- Barbara Garstka –
  - Fuko,
  - różne głosy
- Jan Kulczycki – Funyako
- Robert Kuraś – Gia Robo
- Lucyna Malec – anielica przewodniczka
- Józef Pawłowski –
  - Szczery Joe (odc. 26a),
  - Nobisaku
- Ewa Serwa –
  - Kaneko,
  - babcia Nobity
- Grzegorz Kwiecień – Moteo
- Wojciech Żołądkowicz – pan Savage
- Joanna Pach –
  - Non-chan,
  - mama Non-chan
- Dorota Furtak-Masica –
  - Sachiko,
  - Shizu
- Zofia Modej – ziarnko mniszku
- Andrzej Gawroński – dymny robot
- Adam Pluciński – Sune Robo
- Agnieszka Kudelska – Sunetsugu
- Mateusz Weber – Tadashi
- Krzysztof Zakrzewski – Teraodai
- Stefan Pawłowski – Tsubasa
- Maciej Falana – sędzia gry w baseball
- Mikołaj Klimek – różne głosy
- Adam Fidusiewicz
- Artur Kaczmarski
- Tomasz Borkowski
- Bartosz Martyna
- Michał Głowacki
- Waldemar Barwiński
- Grzegorz Drojewski
- Paweł Ciołkosz

i inni
Lektor tytułu serialu i tytułów odcinków: Brygida Turowska